# American Splendor (Comicmagazin)
American Splendor ist ein US-amerikanisches Comic-Magazin, das seit 1976 von Harvey Pekar herausgegeben wurde, der auch alle veröffentlichten Geschichten schrieb. Die Zeichnungen stammen von verschiedenen Künstler, darunter auch Robert Crumb.

## Inhalt
Pekar beschreibt stets Ereignisse und Personen aus seinem persönlichen Umfeld. So kommen auch seine Frau Joyce Brabner und ihre gemeinsame Adoptivtochter Danielle vor. Dabei geht es neben Problemen mit Freunden und der Familie auch um alltägliche Geld- oder Gesundheitsprobleme.
Der größte Erfolg war der mit seiner Frau zusammen erstellte Band Our Cancer Year über die Krebs-Erkrankung von Pekar, in dem er sich bemühte, jeden Aspekt der Krankheit so wahrheitsgetreu wie möglich darzustellen, auch die Selbstmord-Gedanken. Die Geschichten wurden vielfach veröffentlicht und in Buchform herausgegeben.

## Veröffentlichung
Das Magazin wird seit 1976 in unregelmäßigen Abständen veröffentlicht, bisher erschienen 39 Ausgaben, die letzte im September 2008. Zunächst veröffentlichte Pekar die Hefte im Selbstverlag, von 1994 bis 2002 übernahm Dark Horse Comics die Veröffentlichung. 2006 und 2008 erschienen zwei vierteilige Miniserien zu American Splendor bei Vertigo. Seit 1986 erschienen außerdem insgesamt sechs Sammelausgaben bei wechselnden Verlagen. 
Zur Reihe erschienen auch mehrere Graphic Novels, die bei unterschiedlichen Verlagen erschienen. 
- Our Cancer Year, 1994 bei Four Walls Eight Windows
- American Splendor: Our Movie Year, 2004 bei Ballantine Books
- The Quitter, 2005 bei Vertigo
- Ego & Hubris: The Michael Malice Story, 2006 bei Ballantine Books

## Verfilmung
2003 entstand eine vielfach ausgezeichnete Filmadaption unter dem Titel American Splendor. Die Rolle von Pekar übernahm Paul Giamatti, Joyce Brabner wurde von Hope Davis dargestellt. Regie führten Robert Pulcini und Shari Springer Berman.

## Auszeichnungen
Der Band Our Cancer Year wurde 1995 mit dem Harvey Award für die beste Graphic Novel ausgezeichnet.